# Résidences MGM
Résidences MGM est un gestionnaire de résidences de tourismes haut de gamme.

## Historique
- 1996 : Maurice Giraud (alors PDG de MGM Constructeur) crée « Résidences MGM », gestionnaire de ses établissements de tourisme. Les établissements se situent alors principalement en Savoie et en Haute-Savoie[1].
- 1998 : Résidences MGM met le cap sur la Côte d'Azur.
- 2003 : la marque Résidences MGM est vendue à Pierre & Vacances. Une partie des résidences est également revendue au Groupe Lagrange.
- 2010 : Résidences MGM devient « Pierre & Vacances Premium »[2].
- 2018 : le site est fermé